# 道の駅柿の郷くどやま
道の駅柿の郷くどやま（みちのえき かきのさとくどやま）は、和歌山県伊都郡九度山町入郷にある和歌山県道4号高野口野上線の道の駅である。

## 概要
当駅は、世界遺産『紀伊山地の霊場と参詣道』に登録された高野地域の情報発信を目的に設置され、地元の「九度山」に加えて「町石道」と「高野山」の3地区についての歴史や文化を記したパネル展示が行われている。
また、スーパーマーケットのない九度山町の「買い物難民」対策としても期待されている。

## 施設
- 駐車場：125台[1]
  - 普通車：119台
  - 大型車：3台
  - 身障者用駐車場：3台
- トイレ
  - 男：6器
  - 女：10器
  - 身障者用：1器
- 情報コーナー
- ベーカリーカフェ「パーシモン」[1]
- 産直市場「よってって」[1]
- 体験・研修施設
- 世界遺産情報センター

### 管理団体
- 財団法人九度山町柿の郷振興公社

## 定休日
- 年始

## アクセス
- 和歌山県道4号高野口野上線 - 登録路線
- 和歌山県道13号和歌山橋本線

## 周辺
- 慈尊院
- 善名称院（真田庵）
- 紀の川